# Équipe du Canada de soccer à la Coupe du monde 1986
L'équipe du Canada de soccer participe à la Coupe du monde de football 1986, sa première apparition en phase finale. Le Canada est éliminé au premier tour après trois défaites sans inscrire le moindre but et en encaissant cinq.

## Résumé
Le Canada se présente à la Coupe du Monde 1986, comme le septième représentant de la CONCACAF à la Coupe du Monde (le Mexique et les États-Unis en 1930, Cuba en 1938, El Salvador en 1970, Haïti en 1974, et le Honduras en 1982). Son parcours en phase finale se solde par trois défaites.

## Qualification

### Tour préliminaire
17 équipes sont inscrites au tour préliminaire du championnat de la CONCACAF. Une équipe est exemptée et fait son entrée au tour suivant. Après tirage au sort, il s'agit du Guatemala. Les 16 autres équipes disputent ce tour en matchs aller et retour.
| Équipe 1 | Résultat     | Équipe 2 | Aller | Retour |
| -------- | ------------ | -------- | ----- | ------ |
| Canada   | Q. - forfait | Jamaïque | -     | -      |

### Premier tour (Groupe 2)
| Rang | Équipe    | Pts | J | G | N | P | Bp | Bc | Diff |  | Résultats (▼ dom., ► ext.) |     |     |     |
| ---- | --------- | --- | - | - | - | - | -- | -- | ---- |  | -------------------------- | --- | --- | --- |
| 1    | Canada    | 7   | 4 | 3 | 1 | 0 | 7  | 2  | +5   |  | Canada                     |     | 2-1 | 2-0 |
| 2    | Guatemala | 5   | 4 | 2 | 1 | 1 | 7  | 3  | +4   |  | Guatemala                  | 1-1 |     | 4-0 |
| 3    | Haïti     | 0   | 4 | 0 | 0 | 4 | 0  | 9  | -9   |  | Haïti                      | 0-2 | 0-1 |     |

### Tour final
Les 3 équipes qualifiées pour le tour final - le Honduras, le Canada et le Costa Rica - se retrouvent en groupe où chacune affronte ses adversaires 2 fois, une à domicile et une à l'extérieur. L'équipe terminant première est sacrée championne de la zone CONCACAF et se qualifie dans le même temps pour la phase finale de la Coupe du monde de football 1986.
| Rang | Équipe     | Pts | J | G | N | P | Bp | Bc | Diff |  | Résultats (▼ dom., ► ext.) |     |     |     |
| ---- | ---------- | --- | - | - | - | - | -- | -- | ---- |  | -------------------------- | --- | --- | --- |
| 1    | Canada     | 6   | 4 | 2 | 2 | 0 | 4  | 2  | +2   |  | Canada                     |     | 2-1 | 1-1 |
| 2    | Honduras   | 3   | 4 | 1 | 1 | 2 | 6  | 6  | 0    |  | Honduras                   | 0-1 |     | 3-1 |
| 3    | Costa Rica | 3   | 4 | 0 | 3 | 1 | 4  | 6  | -2   |  | Costa Rica                 | 0-0 | 2-2 |     |

## Effectif
| Numéro / Nom       | Numéro / Nom     | Club                          | Date de naissance | J.              | Buts            |                 |                 |                 |
| Gardiens de but    | Gardiens de but  | Gardiens de but               | Gardiens de but   | Gardiens de but | Gardiens de but | Gardiens de but | Gardiens de but | Gardiens de but |
| ------------------ | ---------------- | ----------------------------- | ----------------- | --------------- | --------------- | --------------- | --------------- | --------------- |
| 1                  | Tino Lettieri    | Minnesota Strikers            | 27.09.1957        | 2               | 0               | 0               | 0               | 0               |
| 21                 | Sven Habermann   | Sans club                     | 03.11.1961        | 0               | 0               | 0               | 0               | 0               |
| 22                 | Paul Dolan       | Edmonton Brickmen             | 16.04.1966        | 1               | 0               | 0               | 0               | 0               |
| Défenseurs         |                  |                               |                   |                 |                 |                 |                 |                 |
| 2                  | Bob Lenarduzzi   | Tacoma Stars                  | 01.05.1955        | 3               | 0               | 1               | 0               | 0               |
| 3                  | Bruce Wilson     | Sans club                     | 21.06.1951        | 3               | 0               | 0               | 0               | 0               |
| 5                  | Terry Moore      | Glentoran FC                  | 02.06.1958        | 0               | 0               | 0               | 0               | 0               |
| 6                  | Ian Bridge       | FC La Chaux-de-Fonds          | 18.09.1959        | 3               | 0               | 0               | 0               | 0               |
| 12                 | Randy Samuel     | Sans club                     | 23.12.1963        | 3               | 0               | 0               | 0               | 0               |
| 14                 | Colin Miller     | Glasgow Rangers               | 04.10.1964        | 0               | 0               | 0               | 0               | 0               |
| Milieux de terrain |                  |                               |                   |                 |                 |                 |                 |                 |
| 4                  | Randy Ragan      | Sans club                     | 07.06.1959        | 3               | 0               | 0               | 0               | 0               |
| 8                  | Gerry Gray       | Chicago Sting                 | 20.01.1961        | 2               | 0               | 0               | 0               | 0               |
| 11                 | Mike Sweeney     | Cleveland Force               | 25.12.1959        | 2               | 0               | 1               | 1               | 0               |
| 13                 | George Pakos     | Victoria Athletic Association | 14.08.1952        | 1               | 0               | 0               | 0               | 0               |
| 15                 | Paul James       | CF Monterrey                  | 11.11.1963        | 3               | 0               | 0               | 0               | 0               |
| 16                 | Greg Ion         | Sans club                     | 12.03.1963        | 1               | 0               | 0               | 0               | 0               |
| 17                 | David Norman     | Tacoma Stars                  | 06.05.1962        | 2               | 0               | 0               | 0               | 0               |
| 18                 | Jamie Lowery     | Sans club                     | 15.01.1961        | 1               | 0               | 0               | 0               | 0               |
| 19                 | Pasquale De Luca | Cleveland Force               | 26.05.1962        | 0               | 0               | 0               | 0               | 0               |
| Attaquants         |                  |                               |                   |                 |                 |                 |                 |                 |
| 7                  | Carl Valentine   | Cleveland Force               | 04.07.1958        | 3               | 0               | 0               | 0               | 0               |
| 9                  | Branko Segota    | San Diego Sockers             | 08.06.1961        | 3               | 0               | 0               | 0               | 0               |
| 10                 | Igor Vrablic     | Seraing                       | 19.07.1965        | 2               | 0               | 0               | 0               | 0               |
| 14                 | Dale Mitchell    | Tacoma Stars                  | 21.04.1958        | 1               | 0               | 0               | 0               | 0               |
| Sélectionneur      |                  |                               |                   |                 |                 |                 |                 |                 |
|                    | Tony Waiters     |                               | 01.02.1937        |                 |                 |                 |                 |                 |

## Phase finale

### Premier tour
| Classement du groupe C |                  |     |   |   |   |   |    |    |      |
|                        | Équipe           | Pts | J | G | N | P | BP | BC | Diff |
| 1                      | Union soviétique | 5   | 3 | 2 | 1 | 0 | 9  | 1  | +8   |
| 2                      | France           | 5   | 3 | 2 | 1 | 0 | 5  | 1  | +4   |
| 3                      | Hongrie          | 2   | 3 | 1 | 0 | 2 | 2  | 9  | -7   |
| 4                      | Canada           | 0   | 3 | 0 | 0 | 3 | 0  | 5  | -5   |

| 1er juin | France           | 1 | 0 | Canada           |
| 2 juin   | Union soviétique | 6 | 0 | Hongrie          |
| 5 juin   | France           | 1 | 1 | Union soviétique |
| 6 juin   | Canada           | 0 | 2 | Hongrie          |
| 9 juin   | France           | 3 | 0 | Hongrie          |
| 9 juin   | Union soviétique | 2 | 0 | Canada           |

| 1er juin 1986                     | France    | 1 - 0 | Canada | Estadio Nou Camp, León                             |                                                    |
| 16:00 · Historique des rencontres | Papin 79e |       |        | Spectateurs : 36 000 Arbitrage : Hernán Silva Arce | Spectateurs : 36 000 Arbitrage : Hernán Silva Arce |
| 16:00 · Historique des rencontres | (Rapport) |       |        | Spectateurs : 36 000 Arbitrage : Hernán Silva Arce | Spectateurs : 36 000 Arbitrage : Hernán Silva Arce |

| 6 juin 1986 | Canada    | 0 - 2 | Hongrie                   | Estadio Sergio León Chávez, Irapuato             |                                                  |
| 12:00       |           |       | 2e Esterházy · 75e Détári | Spectateurs : 14 000 Arbitrage : Jamal Al Sharif | Spectateurs : 14 000 Arbitrage : Jamal Al Sharif |
| 12:00       | (Rapport) |       |                           | Spectateurs : 14 000 Arbitrage : Jamal Al Sharif | Spectateurs : 14 000 Arbitrage : Jamal Al Sharif |

| 9 juin 1986                       | Canada    | 0 - 2 | Union soviétique           | Estadio Sergio León Chávez, Irapuato            |                                                 |
| 12:00 · Historique des rencontres |           |       | 58e Blokhine · 74e Zavarov | Spectateurs : 14 200 Arbitrage : Idrissa Traoré | Spectateurs : 14 200 Arbitrage : Idrissa Traoré |
| 12:00 · Historique des rencontres | (Rapport) |       |                            | Spectateurs : 14 200 Arbitrage : Idrissa Traoré | Spectateurs : 14 200 Arbitrage : Idrissa Traoré |